# Kizilsky (huyện)
Huyện Kizilsky (tiếng Nga: ? райо́н) là một huyện hành chính tự quản (raion), của Tỉnh Chelyabinsk, Nga. Huyện có diện tích 4313 kilômét vuông, dân số thời điểm ngày 1 tháng 1 năm 2000 là 31500 người. Trung tâm của huyện đóng ở Kizilskoye.